# Ивано-Франковскцемент
ЧАО «Ивано-Франковскцемент» — комплекс производств промышленности строительных материалов в с. Ямница Ивано-Франковской области. Здесь производится более 300 наименований продукции, основные направления из которых цемент, шифер и гипс. Днем рождения компании считается день запуска первой вращающейся печи — 5 октября 1964 года.
Входит в состав Ассоциации производителей цемента Украины.

## История предприятия

### История создания
5 октября 1964 запущена первая вращающуюся печь, первое название — «Ямницкий цемзавода» по изготовлению портландцемента. На нем с самого начала работало 215 рабочих, 24 руководителя и специалиста.
18 марта 1967 пуск реконструированного гипсового цеха с отделением по выпуску медицинских гипсовых бинтов, единственного на Украине и на территории тогдашнего СССР.
14 июля 1970 введения в действие второй технологической линии, мощности цементного производства выросли вдвое.
1975 пуск шиферного цеха (асбесто-цементная производство).
2 июня 1975 предприятие переименовано в «Ивано-Франковский цементно-шиферный комбинат».
1976 принят в эксплуатацию трубный цех (асбесто-цементная производство), изготавливались трубы от 100 до 500 мм в диаметре и напорной мощностью 810 условных километров в год.
1977 запущен технологическую линию по производству плоского шифера.
В 1990 году начато строительство третьей вращающейся печи, печь запущена 5 октября 1994 к празднованию 30-го дня рождения предприятия.

### Развитие во времена независимости
1994 после обретения Украиной независимости, работниками предприятия выкуплено государственную долю собственности, создано коллективное предприятие «Ивано-Франковский цементно-шиферный комбинат», в 1999 году реорганизовалось в ОАО «Ивано-Франковскцемент».
1996 года в состав предприятия влился соседней завод железобетонных изделий.

Ответственное потребление — одна из главных ценностей IFCEM

1997 осуществлена модернизация помольного отделения цементного цеха, цикл помола цемента переведен из открытого на замкнутый. В этом году комбинат был внесен в список предприятий, имеющих стратегическое значение для экономики и безопасности Украины.
В 1998 году на одной из вращающихся печей установлено универсальный австрийский горелка, способный работать на альтернативных газа видах топлива.
2001 началась разработка Межигорского месторождения гипсового камня.
2002 завершилось строительство и запустился вуглеприготовчий комплекс, тогда же выжжено первый клинкер на углях. Производство цемента переведены на твердое топливо, помогло уменьшить себестоимость продукта. Система дозирования угольной пыли для трех вращающихся печей спроектировала немецкая компания «Schenck».

### Модернизация последних лет
2008 модернизированы первую линию цементного производства.
2014 завершилась модернизация второй цементной линии.
2017 в соответствии с решением общего собрания акционеров, общество переименовано в Открытое акционерное общество «Ивано-Франковскцемент». В этом году предприятие получило 549 млн грн чистой прибыли.
30 мая 2018 запущен третью технологическую линию мощностью 1500000 тонн цемента ежегодно, в результате чего завершился переход всего производства на «сухой» способ изготовления цемента.

## Ценности IFCEM

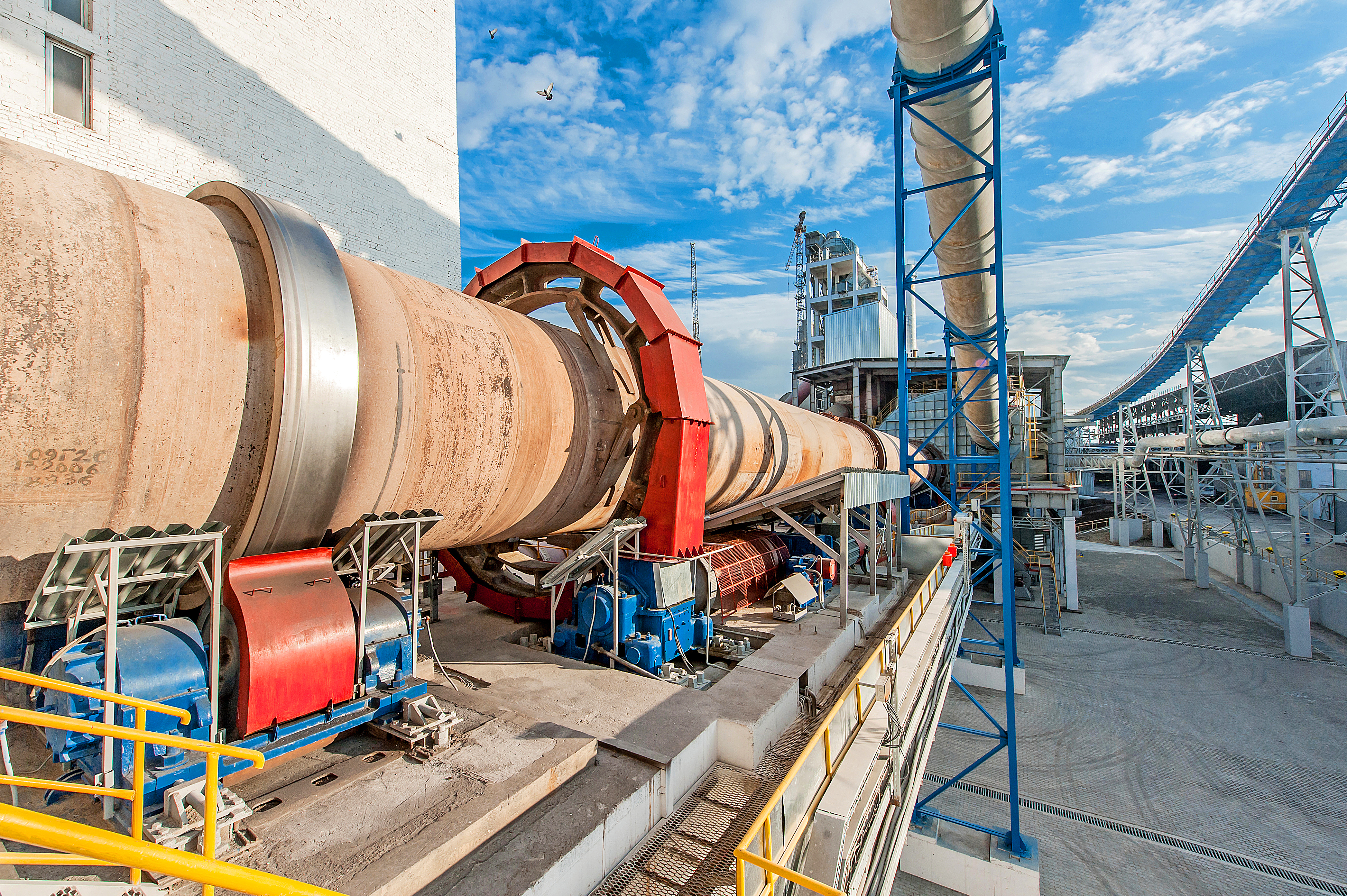
Постоянный процесс автоматизации производства — ежедневный труд компании

### Непрерывная модернизация
Стремление к совершенствованию, повышение производительности, поиск новых технологических решений — ежедневный труд компании ЧАО «Ивано-
Франковскцемент». Компания находится в постоянном процессе автоматизации производства: от добычи сырья до отгрузки продукции.

### Команда профессионалов
Специалисты IFCEM имеют доступ к новейшим технологиям в области, возможность непрерывно учиться и совершенствовать свои знания благодаря налаженному сотрудничеству с украинскими и европейскими учебными заведениями.

### Стабильно качественная продукция
ЧАО «Ивано-Франковскцемент» работает по международным стандартам управления качеством ISO 9001: 2015 Собственные аккредитованные лаборатории IFCEM испытывают каждую изготовленную партию продукции согласно украинским и европейским стандартам.

### Ответственное потребление
Предприятию важно состояние окружающей среды, поэтому компания ответственно подходим к его использованию. Добыча сырья происходит без нарушений экосистем, а на производственных площадках установлено высокоэффективное оборудование очистки отходящих газов соответствует требованиям Европейского союза.

## Продукция

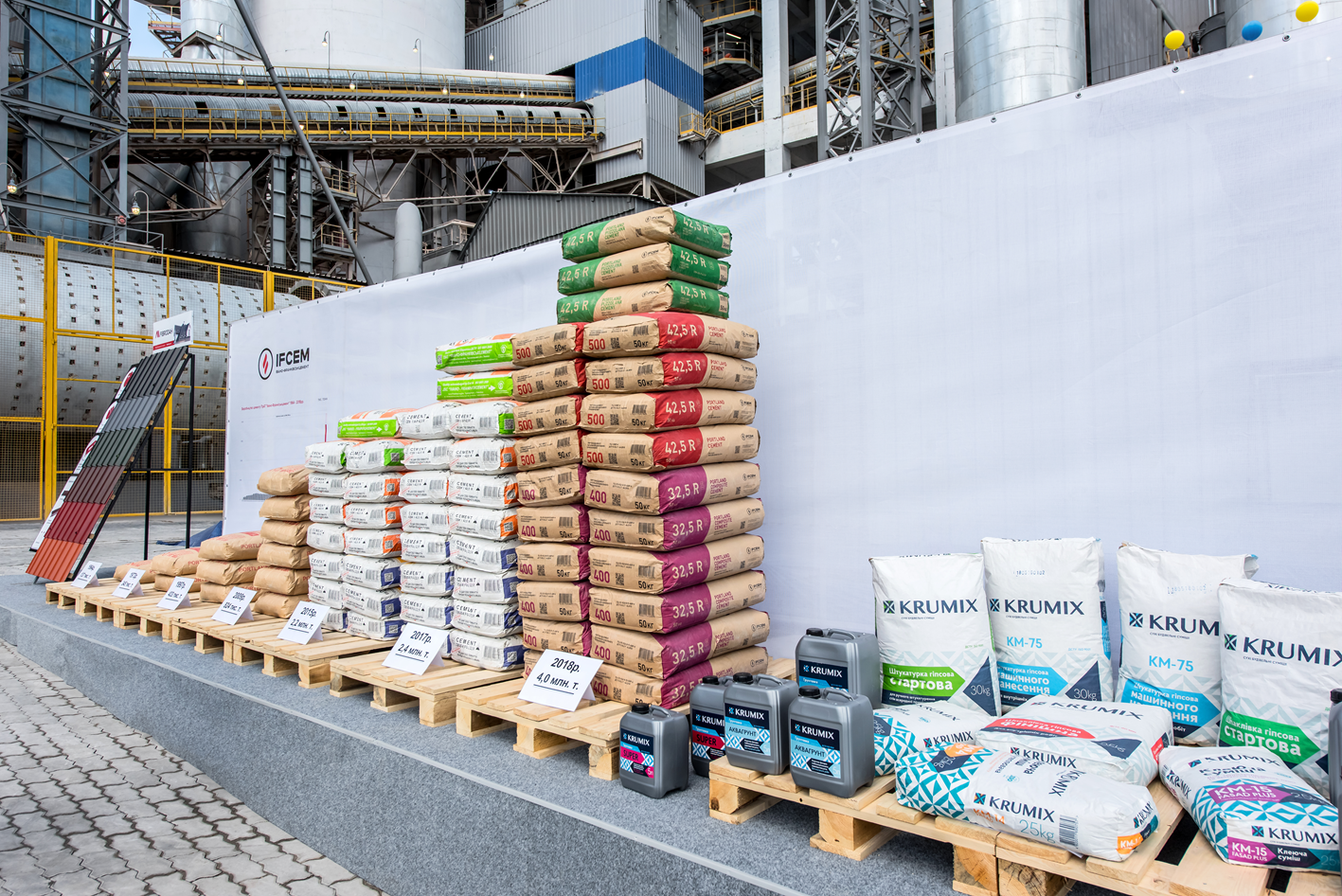
Продукция IFCEM

ЧАО «Ивано-Франковскцемент» — один из крупнейших производителей цемента на Украине, что за 2017 выпустил 2400000 тонн цемента. Основную долю в структуре производства составляют портландцемент М400 и М500 различных типов, шлакопортландцемент, специальные цементы — дорожный, тампонажный, пуццолановый.
Кроме цемента, предприятие производит гипсовые вяжущие и гипсовые медицинские бинты, сухие строительные смеси на цементной и гипсовой основе, волокнистоцементные (без асбестовые) и фиброцементные кровельные листы и комплектующие к ним, плоские шиферные листы для стен, а также более 250 наименований железобетонных изделий.
Сегодня IFCEM — это современный высокотехнологичный производственный комплекс строительной индустрии, состоящий из нескольких отдельных производств. Производственные мощности предприятия достигли 3,6 млн. т. цемента в год, а это более трети всего отечественного рынка.